# Ozan
Ozan ist ein türkischer männlicher Vorname mit der Bedeutung „Dichter“, „Poet“ und wird häufig synonym zu „Aşık“ verwendet. Vereinzelt tritt Ozan auch als Familienname auf.

## Namensträger

### Vorname
- Ozan Aksu (* 1991), deutsch-türkischer Schauspieler und Rapper
- Ozan Arif (1949–2019), türkischer Liedermacher
- Ozan Ceyhun (* 1960), deutscher Politiker
- Ozan Güven (* 1975), türkischer Schauspieler
- Ozan İpek (* 1986), türkischer Fußballspieler
- Ozan Kabak (* 2000), türkischer Fußballspieler
- Ozan Kılıçoğlu (* 1991), türkischer Fußballspieler
- Ozan Can Oruç (* 2000), türkischer Fußballspieler
- Ozan Evrim Özenç (* 1993), türkischer Fußballspieler
- Ozan Özkan (* 1984), türkischer Fußballspieler
- Ozan Öztürk (* 1981), türkischer Fußballspieler
- Ozan Papaker (* 1996), türkischer Fußballspieler
- Ozan Sol (* 1993), türkischer Fußballspieler
- Ozan Tufan (* 1995), türkischer Fußballspieler
- Ozan Ünal (* 1980), deutscher Synchronsprecher
- Ozan Yılmaz (* 1988), türkischer Fußballspieler

### Zwischenname
- Bekir Ozan Has (* 1985), türkischer Fußballspieler
- Mehmet Ozan Tahtaişleyen (* 1985), türkischer Fußballspieler

### Familienname
- Tezcan Ozan (* 1949), türkischer Fußballspieler
- Yasin Ozan (* 1991), deutsch-türkischer Fußballspieler